# Jan Eisenloeffel
Johannes Wigboldus (Jan) Eisenloeffel (Amsterdam, 10 januari 1876 – Amsterdam, 17 september 1957) was een Nederlands edelsmid, interieurontwerper, sieraadontwerper, tekenaar, emailleur, zilversmid, keramist, directeur van academie, glazenier, keramisch ontwerper en boekbandontwerper.

## Levensloop

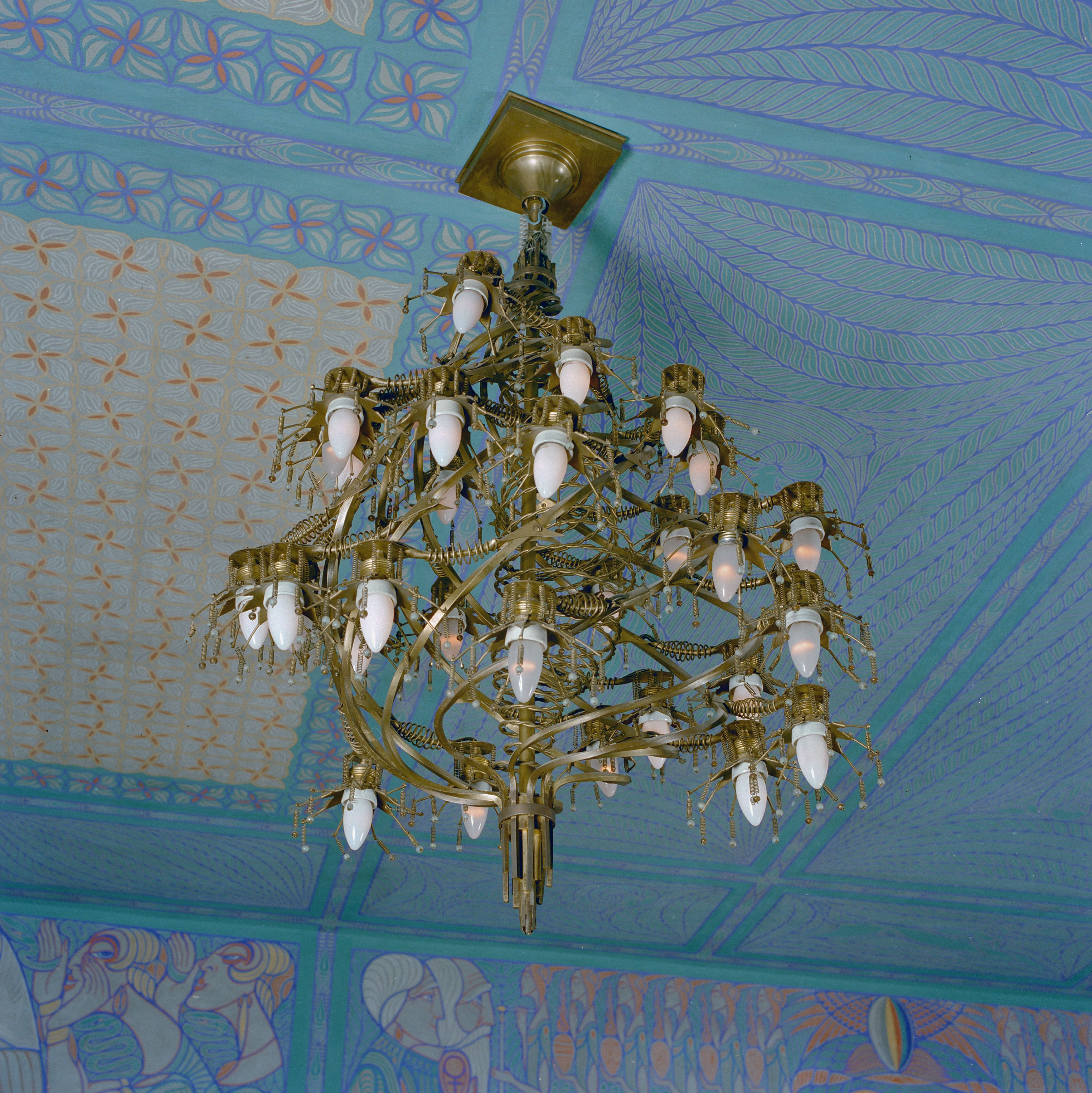
Plafondlamp ontworpen door Eisenloeffel

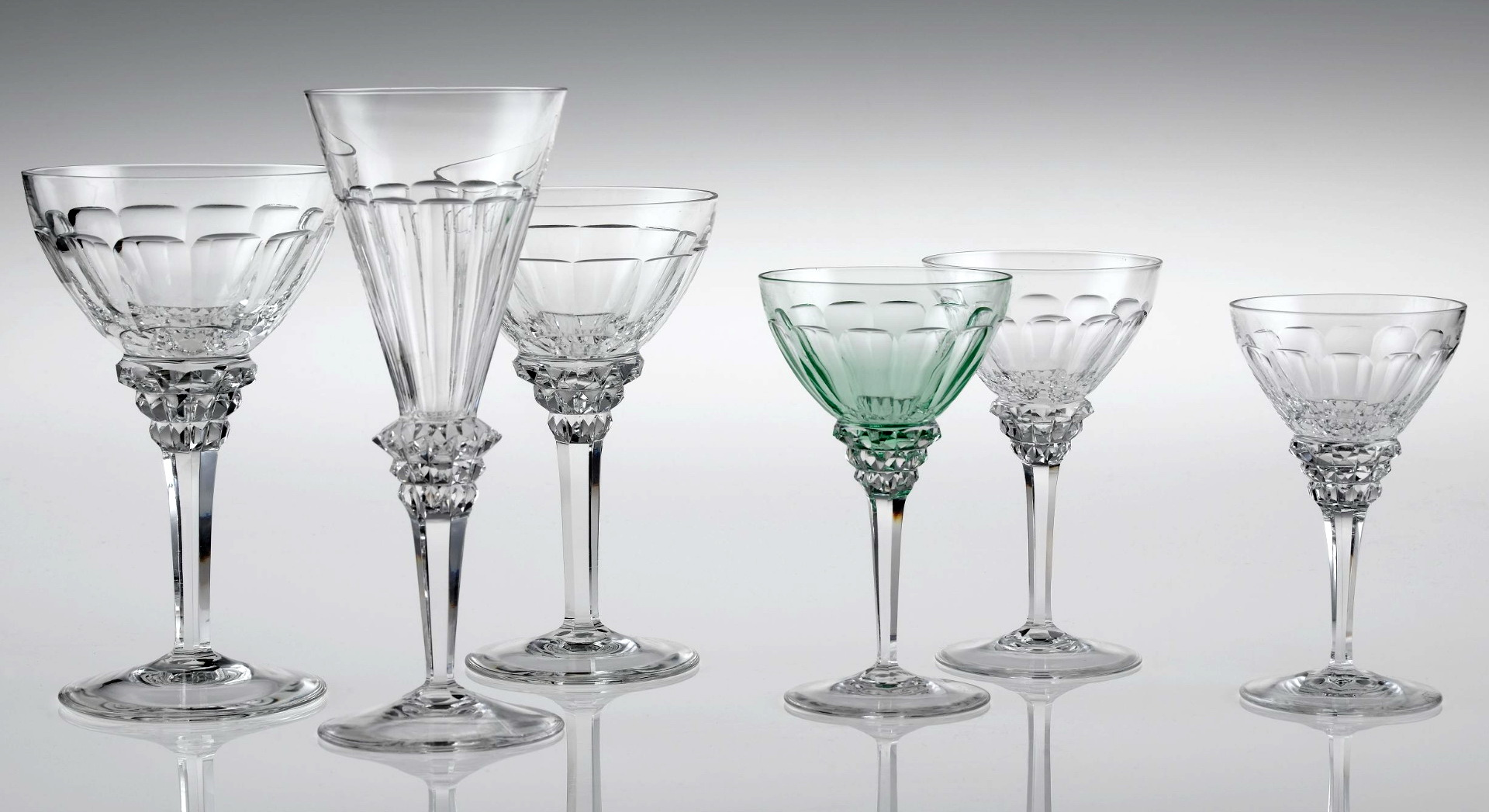
Glasservies, door Eisenloeffel in 1927 ontworpen voor Kristalunie Maastricht

Jan Eisenloeffel volgde vanaf zijn zestiende jaar een opleiding aan de Rijksnormaalschool voor Teekenonderwijs in Amsterdam waar hij in 1896 zijn akte M.O. tekenen behaalde. Tevens was hij werkzaam bij Hoeker & Zoon, een Amsterdamse firma van juweliers en zilversmeden. Rond 1898 werd Jan Eisenloeffel door Willem Hoeker, medefirmant van Hoeker & Zoon, naar Rusland gestuurd om zijn kennis van email- en niëllotechnieken uit te breiden. Eisenloeffel vertrok naar Sint-Petersburg en Moskou om objecten in museale collecties te bestuderen en de vervaardigingsprocessen in zowel grote bedrijven als in de kleinere huisindustrie te observeren. Ook in het bedrijf van Peter Carl Fabergé zou Jan Eisenloeffel in de leer gaan, ware het niet dat hij bij zijn eerste bezoek opmerkte dat hij de gouden siervoorwerpen van Fabergé 'suikerbakkerswerk' vond; deze mening bracht zijn leerperiode aldaar tot een vroegtijdig einde. Eisenloeffels kennismaking met de grote verschillen tussen de sociale klassen in de Russische samenleving bracht hem tot de overtuiging dat goed vormgegeven voorwerpen bereikbaar zouden moeten zijn voor een ieder.
Na zijn terugkomst in Nederland ontwierp Eisenloeffel verscheidene zilveren objecten voor Hoeker & Zoon die op de Wereldtentoonstelling van 1900 in Parijs een gouden medaille wonnen. Rond deze tijd zou Eisenloeffel ook betrokken zijn geweest bij de productie van geëmailleerde voorwerpen bij Willem Hoekers Aardewerkfabriek Amstelhoek. Deze producten werden verkocht via 't Binnenhuis, een firma die door Willem Hoeker en H.P. Berlage werd opgericht om de ontwerpen van jonge, vooruitstrevende vormgevers uit te laten voeren en te koop aan te bieden. Goede vormgeving moest tot inspiratie dienen voor vakgenoten en bereikbaar zijn voor het brede publiek. Dit idealistische oogmerk bleek minder haalbaar te zijn dan gehoopt: mede door onenigheid tussen het bestuur en de medewerkers besloten onder meer Jan Eisenloeffel en Willem Penaat zowel Amstelhoek als 't Binnenhuis in 1902 te verlaten. Zij zouden hun producten gaan verkopen via de door hun opgerichte N.V. De Woning.
Op 11 mei 1905 trouwde Eisenloeffel met Liede Tilanus (1871-1953). Zijn sociale idealisme bleek een aanmoediging te zijn om in 1908 naar München te verhuizen om voor de 'Vereinigte Werkstätten für Kunst im Handwerk' te gaan werken. Hij meende dat het kunstklimaat in Duitsland gunstiger was voor ontwerpers omdat er meer financiële en sociale steun voor hun werk was. In München kon Eisenloeffel in de ateliers van de Vereinigte Werkstätten experimenteren met andere materialen, zoals marmer en mozaïekwerk.
Vanaf 1928 was hij als ontwerper verbonden aan de kunstnijverheidsafdeling van Plateelbakkerij Zuid-Holland te Gouda. In diezelfde periode leverde hij diverse ontwerpen voor glasserviezen voor de Kristalunie in Maastricht. Bekend is ook zijn in 1929 ontworpen bestek "70(0)", dat tot begin jaren '50 door Gero is geproduceerd.
Begin jaren dertig was Eisenloeffel bestuurslid van de Vereeniging voor Ambachts- en Nijverheidskunst en gaf hij lezingen o.a. over de Nieuwe Zakelijkheid en over de kunstenaar en de kunstnijverheid.